# Trevor Blokdyk
John Trevor Blokdyk, južnoafriški dirkač Formule 1, * 30. november 1935, Krugersdorp, Transvaal, Južna Afrika, † 19. marec 1995, Hekpoort, Transvaal, Južna Afrika.

## Življenjepis
V svoji karieri je nastopil le na dveh domačih dirkah, Veliki nagradi Južne Afrike v sezoni 1963, kjer je z dirkalnikom Cooper T51 manjšega moštva Scuderia Lupini zasedel dvanajsto mesto z več kot osmimi krogi zaostanka za zmagovalcem, in Veliki nagradi Južne Afrike v sezoni 1965, kjer se mu z dirkalnikom Cooper T59 lastnega privatnega moštva ni uspelo kvalificirati na dirko. Umrl je leta 1995 zaradi srčnega napada.

## Popolni rezultati Formule 1
(legenda) (odebeljene dirke pomenijo najboljši štartni položaj, poševne pa najhitrejši krog, †-uvrščen kljub odstopu)
| Leto | Moštvo          | Šasija     | Motor               | 1       | 2   | 3   | 4   | 5  | 6   | 7   | 8   | 9   | 10     | Prv | Toč |
| ---- | --------------- | ---------- | ------------------- | ------- | --- | --- | --- | -- | --- | --- | --- | --- | ------ | --- | --- |
| 1963 | Scuderia Lupini | Cooper T51 | Maserati Straight-4 | MON     | BEL | NIZ | FRA | VB | NEM | ITA | ZDA | MEH | JAR 12 | -   | 0   |
| 1965 | Trevor Blokdyk  | Cooper T59 | Ford Straight-4     | JAR DNQ | MON | BEL | FRA | VB | NIZ | NEM | ITA | ZDA | MEH    | -   | 0   |